# Liste der Deutschen Meister im 400-Meter-Hürdenlauf
Der 400-Meter-Hürdenlauf ist die längste Hürdendisziplin, die bei den Deutschen Meisterschaften ausgetragen wird. In gleichmäßigem Abstand voneinander sind zehn Hürden auf der Strecke aufgestellt. Bei den Männern beträgt deren Höhe 91,44 cm, bei den Frauen 76,20 cm.
Der Wettbewerb wird bei den Männern seit 1922 bei Deutschen Leichtathletik-Meisterschaften ausgetragen. 1943 bis 1946 fanden kriegsbedingt keine Meisterschaftsläufe in dieser Disziplin statt. Übergangslos wurde der Wettbewerb anschließend ab 1948 ins Meisterschaftsprogramm der Bundesrepublik Deutschland aufgenommen, in der DDR wurden ab 1949 Meister über 400 m Hürden ermittelt. Bei den Frauen wurde in der Bundesrepublik Deutschland erstmals 1975 eine Meisterschaft über diese Strecke ausgetragen, in der DDR war dies 1978 der Fall. Seitdem gehört der Wettbewerb auch bei den Frauen zum ständigen Programm der Meisterschaften, ab 1991 dann bei den gemeinsamen Meisterschaften des wiedervereinigten Deutschland.

## Deutsche Meisterschaftsrekorde
| Männer | 48,02 s | Harald Schmid (TV Gelnhausen)       | Stuttgart | 4. August 1985 |
| Frauen | 54,34 s | Eileen Demes (TV 1861 Neu-Isenburg) | Dresden   | 3. August 2025 |

## Gesamtdeutsche Meister seit 1991 (DLV)
| Jahr | Ort                 | Datum     | Männer                                       | Männer   | Frauen                                           | Frauen   |
| Jahr | Ort                 | Datum     | Athlet                                       | Zeit [s] | Athletin                                         | Zeit [s] |
| ---- | ------------------- | --------- | -------------------------------------------- | -------- | ------------------------------------------------ | -------- |
| 2025 | Dresden             | 3. August | Owe Fischer-Breiholz (Königsteiner LVn)      | 48,41    | Eileen Demes (TV 1861 Neu-Isenburg)              | 54,34    |
| 2024 | Braunschweig        | 30. Juni  | Emil Agyekum (SCC Berlin)                    | 49,25    | Eileen Demes (TV 1861 Neu-Isenburg)              | 56,53    |
| 2023 | Kassel              | 9. Juli   | Joshua Abuaku (Eintracht Frankfurt)          | 48,45    | Carolina Krafzik (VfL Sindelfingen)              | 54,87    |
| 2022 | Berlin              | 26. Juni  | Michael Adolf (TSV Gräfelfing)               | 51,25    | Carolina Krafzik (VfL Sindelfingen)              | 55,73    |
| 2021 | Braunschweig        | 6. Juni   | Constantin Preis (VfL Sindelfingen)          | 49,32    | Carolina Krafzik (VfL Sindelfingen)              | 54,89    |
| 2020 | Braunschweig        | 9. August | Constantin Preis (VfL Sindelfingen)          | 49,57    | Carolina Krafzik (VfL Sindelfingen)              | 55,89    |
| 2019 | Berlin              | 4. August | Constantin Preis (VfL Sindelfingen)          | 49,32    | Carolina Krafzik (VfL Sindelfingen)              | 55,64    |
| 2018 | Nürnberg            | 22. Juli  | Luke Campbell (LG Eintracht Frankfurt)       | 50,31    | Christine Salterberg (LT DSHS Köln)              | 56,97    |
| 2017 | Erfurt              | 9. Juli   | Luke Campbell (LG Eintracht Frankfurt)       | 49,40    | Djamila Böhm (ART Düsseldorf)                    | 56,92    |
| 2016 | Kassel              | 19. Juni  | Felix Franz (LG Neckar-Enz)                  | 50,42    | Jackie Baumann (LAV Stadtwerke Tübingen)         | 56,87    |
| 2015 | Nürnberg            | 26. Juli  | Jonas Hanßen (SC Myhl)                       | 49,97    | Jackie Baumann (LAV Stadtwerke Tübingen)         | 57,18    |
| 2014 | Ulm                 | 27. Juli  | Felix Franz (LG Neckar-Enz)                  | 49,34    | Christiane Klopsch (LG OVAG Friedberg-Fauerbach) | 56,13    |
| 2013 | Ulm                 | 7. Juli   | Silvio Schirrmeister (LAC Erdgas Chemnitz)   | 49,24    | Claudia Wehrsen (LT DSHS Köln)                   | 57,78    |
| 2012 | Bochum-Wattenscheid | 17. Juni  | Georg Fleischhauer (Dresdner SC)             | 49,74    | Tina Kron (SV Schlau.com Saar 05 Saarbrücken)    | 57,36    |
| 2011 | Kassel              | 24. Juli  | David Gollnow (StG Asics Wendelstein/Erding) | 49,56    | Christiane Klopsch (LG OVAG Friedberg-Fauerbach) | 56,97    |
| 2010 | Braunschweig        | 18. Juli  | Georg Fleischhauer (Dresdner SC)             | 50,11    | Fabienne Kohlmann (LG Karlstadt-Gambach-Lohr)    | 56,14    |
| 2009 | Ulm                 | 5. Juli   | Thomas Goller (TV Wattenscheid 01)           | 49,20    | Jonna Tilgner (Bremer LT)                        | 55,71    |
| 2008 | Nürnberg            | 6. Juli   | Lars Birger Hense (TSV Friedberg-Fauerbach)  | 50,81    | Jonna Tilgner (Bremer LT)                        | 55,73    |
| 2007 | Erfurt              | 22. Juli  | Thomas Goller (TV Wattenscheid 01)           | 50,97    | Ulrike Urbansky (Erfurter LAC)                   | 55,21    |
| 2006 | Ulm                 | 16. Juli  | Adrian Schürmann (LG Porta Westfalica)       | 50,33    | Claudia Marx (Erfurter LAC)                      | 56,14    |
| 2005 | Bochum-Wattenscheid | 3. Juli   | Christian Duma (LG Eintracht Frankfurt)      | 49,69    | Claudia Marx (Erfurter LAC)                      | 56,14    |
| 2004 | Braunschweig        | 11. Juli  | Christian Duma (LG Eintracht Frankfurt)      | 50,29    | Anja Neupert (LG Nike Berlin)                    | 55,63    |
| 2003 | Ulm                 | 29. Juni  | Christian Duma (LG Eintracht Frankfurt)      | 50,01    | Stephanie Kampf (VfL Sindelfingen)               | 55,03    |
| 2002 | Bochum-Wattenscheid | 6. Juli   | Henning Hackelbusch (TV Wattenscheid 01)     | 50,26    | Heike Meißner (LAC Erdgas Chemnitz)              | 55,74    |
| 2001 | Stuttgart           | 30. Juni  | Jan Schneider (LG Kindelsberg Kreuztal)      | 49,63    | Heike Meißner (LAC Erdgas Chemnitz)              | 55,03    |
| 2000 | Braunschweig        | 30. Juli  | Thomas Goller (LAZ Leipzig)                  | 50,38    | Ulrike Urbansky (SC Magdeburg)                   | 55,51    |
| 1999 | Erfurt              | 3. Juli   | Thomas Goller (Dresdner SC)                  | 48,83    | Silvia Rieger (SV Emden-Harsweg)                 | 55,09    |
| 1998 | Berlin              | 4. Juli   | Thomas Goller (LG Dresdner SC)               | 50,38    | Silvia Rieger (TuS Eintracht Hinte)              | 55,58    |
| 1997 | Frankfurt/M.        | 28. Juni  | Steffen Kolb (LG Offenburg)                  | 50,50    | Silvia Rieger (TuS Eintracht Hinte)              | 55,21    |
| 1996 | Köln                | 23. Juni  | Steffen Kolb (LG Offenburg)                  | 50,17    | Silvia Rieger (TuS Eintracht Hinte)              | 54,85    |
| 1995 | Bremen              | 2. Juli   | Olaf Hense (LG Olympia Dortmund)             | 49,87    | Heike Meißner (LG Dresdner SC)                   | 54,90    |
| 1994 | Erfurt              | 3. Juli   | Edgar Itt (TV Gelnhausen)                    | 48,48    | Heike Meißner (Dresdner SC)                      | 54,52    |
| 1993 | Duisburg            | 11. Juli  | Michael Kaul (USC Mainz)                     | 50,39    | Silvia Rieger (TuS Eintracht Hinte)              | 55,42    |
| 1992 | München             | 21. Juni  | Olaf Hense (LG Olympia Dortmund)             | 49,13    | Heike Meißner (Dresdner SC)                      | 55,09    |
| 1991 | Hannover            | 28. Juli  | Olaf Hense (LG Olympia Dortmund)             | 48,73    | Heike Meißner (Dresdner SC)                      | 55,16    |

## Meister in derBundesrepublik Deutschlandbzw. derTrizonevon 1948 bis 1990 (DLV)
| Jahr | Ort                              | Männer     | Männer                                   | Männer      | Frauen                                                     | Frauen                                                     | Frauen                                                     |
| Jahr | Ort                              | Datum      | Athlet                                   | Zeit [s]    | Datum                                                      | Athletin                                                   | Zeit [s]                                                   |
| ---- | -------------------------------- | ---------- | ---------------------------------------- | ----------- | ---------------------------------------------------------- | ---------------------------------------------------------- | ---------------------------------------------------------- |
| 1990 | Düsseldorf                       | 12. August | Carsten Köhrbrück (LAC Halensee Berlin)  | 49,89       | 12. August                                                 | Silvia Rieger (TuS Eintracht Hinte)                        | 55,18                                                      |
| 1989 | Hamburg                          | 13. August | Harald Schmid (TV Gelnhausen)            | 48,95       | 13. August                                                 | Ulrike Heinz (USC Freiburg)                                | 55,92                                                      |
| 1988 | Frankfurt/M.                     | 24. Juli   | Harald Schmid (TV Gelnhausen)            | 48,23       | 24. Juli                                                   | Gudrun Abt (TSV Genkingen)                                 | 55,16                                                      |
| 1987 | Gelsenkirchen                    | 12. Juli   | Harald Schmid (TV Gelnhausen)            | 49,26       | 12. Juli                                                   | Gudrun Abt (TSV Genkingen)                                 | 58,05                                                      |
| 1986 | Berlin                           | 13. Juli   | Harald Schmid (TV Gelnhausen)            | 48,59       | 13. Juli                                                   | Gudrun Abt (TSV Genkingen)                                 | 56,94                                                      |
| 1985 | Stuttgart                        | 4. August  | Harald Schmid (TV Gelnhausen)            | 48,02       | 4. August                                                  | Sabine Everts (LAV Bayer Uerdingen / Dormagen)             | 55,48                                                      |
| 1984 | Düsseldorf                       | 24. Juni   | Harald Schmid (TV Gelnhausen)            | 48,92       | 24. Juni                                                   | Marlies Harnes (OSC Berlin)                                | 57,99                                                      |
| 1983 | Bremen                           | 25. Juni   | Harald Schmid (TV Gelnhausen)            | 48,66       | 26. Juni                                                   | Mary Wagner (TSV Göggingen 1875)                           | 56,29                                                      |
| 1982 | München                          | 24. Juli   | Harald Schmid (TV Gelnhausen)            | 48,51       | 25. Juli                                                   | Marlies Gutewort (OSC Berlin)                              | 57,18                                                      |
| 1981 | Gelsenkirchen                    | 18. Juli   | Harald Schmid (TV Gelnhausen)            | 48,64       | 19. Juli                                                   | Sylvia Nagel (TV Vohenstrauß)                              | 48,78                                                      |
| 1980 | Hannover (M) Göttingen (F)       | 16. August | Harald Schmid (TV Gelnhausen)            | 48,05       | 23. Mai                                                    | Silvia Hollmann (OSC Thier Dortmund)                       | 58,61                                                      |
| 1979 | Stuttgart (M) Ludwigshafen (F)   | 11. August | Bernd Herrmann (TuS 04 Leverkusen)       | 50,99       | 2. Juni                                                    | Silvia Hollmann (OSC Thier Dortmund)                       | 57,30                                                      |
| 1978 | Köln (M) Berlin (F)              | 12. August | Harald Schmid (TV Gelnhausen)            | 48,43 (DR)  | 28. Mai                                                    | Silvia Hollmann (OSC Thier Dortmund)                       | 55,84 (BR)                                                 |
| 1977 | Hamburg (M) Dortmund (F)         | 6. August  | Harald Schmid (TV Gelnhausen)            | 49,04 (DRe) | 29. Mai                                                    | Erika Weinstein, geb. Götz (TSV Bayer 04 Leverkusen)       | 57,21 (BRel)                                               |
| 1976 | Frankfurt am Main (M) Lübeck (F) | 14. August | Rolf Ziegler (SKV Eglosheim)             | 49,88       | 11. September                                              | Silvia Hollmann (OSC Thier Dortmund)                       | 57,9                                                       |
| 1975 | Gelsenkirchen (M) Bonn (F)       | 28. Juni   | Werner Reibert (USC Heidelberg)          | 51,25       | 19. Mai                                                    | Erika Weinstein, geb. Götz (TuS 04 Leverkusen)             | 58,2                                                       |
| 1974 | Hannover                         | 27. Juli   | Rolf Ziegler (SKV Eglosheim)             | 49,80       | Wettbewerb für Frauen noch nicht im Meisterschaftsprogramm | Wettbewerb für Frauen noch nicht im Meisterschaftsprogramm | Wettbewerb für Frauen noch nicht im Meisterschaftsprogramm |
| 1973 | Berlin                           | 21. Juli   | Werner Reibert (USC Heidelberg)          | 50,73       | Wettbewerb für Frauen noch nicht im Meisterschaftsprogramm | Wettbewerb für Frauen noch nicht im Meisterschaftsprogramm | Wettbewerb für Frauen noch nicht im Meisterschaftsprogramm |
| 1972 | München                          | 21. Juli   | Dieter Büttner (TSV Bayer 04 Leverkusen) | 49,21       | Wettbewerb für Frauen noch nicht im Meisterschaftsprogramm | Wettbewerb für Frauen noch nicht im Meisterschaftsprogramm | Wettbewerb für Frauen noch nicht im Meisterschaftsprogramm |
| 1971 | Stuttgart                        | 11. Juli   | Dieter Büttner (TSV Bayer 04 Leverkusen) | 49,6        | Wettbewerb für Frauen noch nicht im Meisterschaftsprogramm | Wettbewerb für Frauen noch nicht im Meisterschaftsprogramm | Wettbewerb für Frauen noch nicht im Meisterschaftsprogramm |
| 1970 | Berlin                           | 9. August  | Werner Reibert (USC Heidelberg)          | 50,0        | Wettbewerb für Frauen noch nicht im Meisterschaftsprogramm | Wettbewerb für Frauen noch nicht im Meisterschaftsprogramm | Wettbewerb für Frauen noch nicht im Meisterschaftsprogramm |
| 1969 | Düsseldorf                       | 17. August | Rainer Schubert (TSV 1860 München)       | 50,4        | Wettbewerb für Frauen noch nicht im Meisterschaftsprogramm | Wettbewerb für Frauen noch nicht im Meisterschaftsprogramm | Wettbewerb für Frauen noch nicht im Meisterschaftsprogramm |
| 1968 | Berlin                           | 18. August | Rainer Schubert (TSV 1860 München)       | 50,9        | Wettbewerb für Frauen noch nicht im Meisterschaftsprogramm | Wettbewerb für Frauen noch nicht im Meisterschaftsprogramm | Wettbewerb für Frauen noch nicht im Meisterschaftsprogramm |
| 1967 | Stuttgart                        | 6. August  | Rainer Schubert (TSV 1860 München)       | 51,2        | Wettbewerb für Frauen noch nicht im Meisterschaftsprogramm | Wettbewerb für Frauen noch nicht im Meisterschaftsprogramm | Wettbewerb für Frauen noch nicht im Meisterschaftsprogramm |
| 1966 | Hannover                         | 7. August  | Gerd Loßdörfer (KSV Hessen Kassel)       | 49,9 (DRe)  | Wettbewerb für Frauen noch nicht im Meisterschaftsprogramm | Wettbewerb für Frauen noch nicht im Meisterschaftsprogramm | Wettbewerb für Frauen noch nicht im Meisterschaftsprogramm |
| 1965 | Duisburg                         | 8. August  | Rainer Schubert (TSV 1860 München)       | 52,2        | Wettbewerb für Frauen noch nicht im Meisterschaftsprogramm | Wettbewerb für Frauen noch nicht im Meisterschaftsprogramm | Wettbewerb für Frauen noch nicht im Meisterschaftsprogramm |
| 1964 | Berlin                           | 9. August  | Horst Gieseler (VfL Bochum)              | 50,7        | Wettbewerb für Frauen noch nicht im Meisterschaftsprogramm | Wettbewerb für Frauen noch nicht im Meisterschaftsprogramm | Wettbewerb für Frauen noch nicht im Meisterschaftsprogramm |
| 1963 | Augsburg                         | 11. August | Helmut Janz (VfL Gladbeck)               | 49,9 (DRe)  | Wettbewerb für Frauen noch nicht im Meisterschaftsprogramm | Wettbewerb für Frauen noch nicht im Meisterschaftsprogramm | Wettbewerb für Frauen noch nicht im Meisterschaftsprogramm |
| 1962 | Hamburg                          | 29. Juli   | Helmut Janz (VfL Gladbeck)               | 51,0        | Wettbewerb für Frauen noch nicht im Meisterschaftsprogramm | Wettbewerb für Frauen noch nicht im Meisterschaftsprogramm | Wettbewerb für Frauen noch nicht im Meisterschaftsprogramm |
| 1961 | Düsseldorf                       | 30. Juli   | Helmut Janz (VfL Gladbeck)               | 50,7        | Wettbewerb für Frauen noch nicht im Meisterschaftsprogramm | Wettbewerb für Frauen noch nicht im Meisterschaftsprogramm | Wettbewerb für Frauen noch nicht im Meisterschaftsprogramm |
| 1960 | Berlin                           | 24. Juli   | Helmut Janz (VfL Gladbeck)               | 50,6 (DRe)  | Wettbewerb für Frauen noch nicht im Meisterschaftsprogramm | Wettbewerb für Frauen noch nicht im Meisterschaftsprogramm | Wettbewerb für Frauen noch nicht im Meisterschaftsprogramm |
| 1959 | Stuttgart                        | 26. Juli   | Helmut Janz (VfL Gladbeck)               | 51,0        | Wettbewerb für Frauen noch nicht im Meisterschaftsprogramm | Wettbewerb für Frauen noch nicht im Meisterschaftsprogramm | Wettbewerb für Frauen noch nicht im Meisterschaftsprogramm |
| 1958 | Hannover                         | 20. Juli   | Helmut Janz (VfL Gladbeck)               | 52,3        | Wettbewerb für Frauen noch nicht im Meisterschaftsprogramm | Wettbewerb für Frauen noch nicht im Meisterschaftsprogramm | Wettbewerb für Frauen noch nicht im Meisterschaftsprogramm |
| 1957 | Düsseldorf                       | 18. August | Helmut Janz (Rot-Weiß Oberhausen)        | 52,3        | Wettbewerb für Frauen noch nicht im Meisterschaftsprogramm | Wettbewerb für Frauen noch nicht im Meisterschaftsprogramm | Wettbewerb für Frauen noch nicht im Meisterschaftsprogramm |
| 1956 | Berlin                           | 19. August | Kurt Bonah (Werder Bremen)               | 52,9        | Wettbewerb für Frauen noch nicht im Meisterschaftsprogramm | Wettbewerb für Frauen noch nicht im Meisterschaftsprogramm | Wettbewerb für Frauen noch nicht im Meisterschaftsprogramm |
| 1955 | Frankfurt/M.                     | 7. August  | Wolfgang Fischer (Stuttgarter Kickers)   | 52,7        | Wettbewerb für Frauen noch nicht im Meisterschaftsprogramm | Wettbewerb für Frauen noch nicht im Meisterschaftsprogramm | Wettbewerb für Frauen noch nicht im Meisterschaftsprogramm |
| 1954 | Hamburg                          | 8. August  | Kurt Bonah (Werder Bremen)               | 53,0        | Wettbewerb für Frauen noch nicht im Meisterschaftsprogramm | Wettbewerb für Frauen noch nicht im Meisterschaftsprogramm | Wettbewerb für Frauen noch nicht im Meisterschaftsprogramm |
| 1953 | Augsburg                         | 25. Juli   | Heinz Ulzheimer (Eintracht Frankfurt)    | 52,9        | Wettbewerb für Frauen noch nicht im Meisterschaftsprogramm | Wettbewerb für Frauen noch nicht im Meisterschaftsprogramm | Wettbewerb für Frauen noch nicht im Meisterschaftsprogramm |
| 1952 | Berlin                           | 28. Juni   | Karl Kohlhoff (TuS Rot-Weiß Koblenz)     | 53,5        | Wettbewerb für Frauen noch nicht im Meisterschaftsprogramm | Wettbewerb für Frauen noch nicht im Meisterschaftsprogramm | Wettbewerb für Frauen noch nicht im Meisterschaftsprogramm |
| 1951 | Düsseldorf                       | 29. Juli   | Karl Kohlhoff (TuS Rot-Weiß Koblenz)     | 53,4        | Wettbewerb für Frauen noch nicht im Meisterschaftsprogramm | Wettbewerb für Frauen noch nicht im Meisterschaftsprogramm | Wettbewerb für Frauen noch nicht im Meisterschaftsprogramm |
| 1950 | Stuttgart                        | 5. August  | Karl Kohlhoff (TuS Rot-Weiß Koblenz)     | 54,5        | Wettbewerb für Frauen noch nicht im Meisterschaftsprogramm | Wettbewerb für Frauen noch nicht im Meisterschaftsprogramm | Wettbewerb für Frauen noch nicht im Meisterschaftsprogramm |
| 1949 | Bremen                           | 6. August  | Karl Kohlhoff (Holstein Kiel)            | 55,7        | Wettbewerb für Frauen noch nicht im Meisterschaftsprogramm | Wettbewerb für Frauen noch nicht im Meisterschaftsprogramm | Wettbewerb für Frauen noch nicht im Meisterschaftsprogramm |
| 1948 | Nürnberg                         | 14. August | Edmund (SV Wasserburg)                   | 55,6        | Wettbewerb für Frauen noch nicht im Meisterschaftsprogramm | Wettbewerb für Frauen noch nicht im Meisterschaftsprogramm | Wettbewerb für Frauen noch nicht im Meisterschaftsprogramm |

## Meister in derDDRbzw. derSBZvon 1949 bis 1990 (DVfL)
| Jahr | Ort             | Datum                | Männer                                     | Männer   | Frauen                                                     | Frauen                                                     |
| Jahr | Ort             | Datum                | Athlet                                     | Zeit [s] | Athletin                                                   | Zeit [s]                                                   |
| ---- | --------------- | -------------------- | ------------------------------------------ | -------- | ---------------------------------------------------------- | ---------------------------------------------------------- |
| 1990 |                 |                      | Daniel Blochwitz (SC Turbine Erfurt)       |          | Heike Meißner (SC Einheit Dresden)                         |                                                            |
| 1989 | Neubrandenburg  |                      | Hans-Jürgen Ende (SC Magdeburg)            |          | Petra Krug (SC Dynamo Berlin)                              |                                                            |
| 1988 |                 |                      | Uwe Ackermann (SC Karl-Marx-Stadt)         |          | Sabine Busch (SC Turbine Erfurt)                           |                                                            |
| 1987 |                 |                      | Uwe Ackermann (SC Karl-Marx-Stadt)         |          | Sabine Busch (SC Turbine Erfurt)                           |                                                            |
| 1986 |                 |                      | Ingo Krüger (SC Neubrandenburg)            |          | Sabine Busch (SC Turbine Erfurt)                           |                                                            |
| 1985 | Leipzig         | 9. bis 11. August    | Hans-Jürgen Ende (SC Magdeburg)            | 51,34    | Sabine Busch (SC Turbine Erfurt)                           | 54,25                                                      |
| 1984 | Erfurt          | 1. bis 3. Juni       | Manfred Konow (SC Traktor Schwerin)        | 49,78    | Birgit Uibel, (SC Cottbus)                                 | 54,90                                                      |
| 1983 | Karl-Marx-Stadt | 16. bis 18. Juni     | Volker Beck (SC Turbine Erfurt)            | 49,39    | Ellen Fiedler, geb. Neumann, (SC Dynamo Berlin)            | 54,52                                                      |
| 1982 | Dresden         | 30. Juni bis 3. Juli | Uwe Ackermann (SC Karl-Marx-Stadt)         | 49,74    | Ellen Fiedler, geb. Neumann (SC Dynamo Berlin)             | 55,44                                                      |
| 1981 | Jena            | 7. bis 9. August     | Volker Beck (SC Turbine Erfurt)            | 49,74    | Ellen Neumann (SC Dynamo Berlin)                           | 54,79                                                      |
| 1980 | Cottbus         | 16. bis 18. Juli     | Volker Beck (SC Turbine Erfurt)            | 49,52    | Petra Pfaff (SC Cottbus)                                   | 56,50                                                      |
| 1979 | Karl-Marx-Stadt | 9. bis 12. August    | Manfred Konow (SC Traktor Schwerin)        | 50,68    | Bärbel Klepp (SC Magdeburg)                                | 55,92                                                      |
| 1978 |                 |                      | Manfred Konow (SC Traktor Schwerin)        |          | Anita Weiß, geb. Barkusky (SC Neubrandenburg)              |                                                            |
| 1977 |                 |                      | Klaus Schönberger (SC DHfK Leipzig)        |          | Wettbewerb für Frauen noch nicht im Meisterschaftsprogramm | Wettbewerb für Frauen noch nicht im Meisterschaftsprogramm |
| 1976 |                 |                      | Jochen Mayer (SC DHfK Leipzig)             |          | Wettbewerb für Frauen noch nicht im Meisterschaftsprogramm | Wettbewerb für Frauen noch nicht im Meisterschaftsprogramm |
| 1975 |                 |                      | Jochen Mayer (SC DHfK Leipzig)             |          | Wettbewerb für Frauen noch nicht im Meisterschaftsprogramm | Wettbewerb für Frauen noch nicht im Meisterschaftsprogramm |
| 1974 |                 |                      | Klaus Schönberger (SC DHfK Leipzig)        |          | Wettbewerb für Frauen noch nicht im Meisterschaftsprogramm | Wettbewerb für Frauen noch nicht im Meisterschaftsprogramm |
| 1973 |                 |                      | Jürgen Laser (SC Turbine Erfurt)           |          | Wettbewerb für Frauen noch nicht im Meisterschaftsprogramm | Wettbewerb für Frauen noch nicht im Meisterschaftsprogramm |
| 1972 |                 |                      | Christian Rudolph (SC Cottbus)             |          | Wettbewerb für Frauen noch nicht im Meisterschaftsprogramm | Wettbewerb für Frauen noch nicht im Meisterschaftsprogramm |
| 1971 |                 |                      | Christian Rudolph (SC Cottbus)             |          | Wettbewerb für Frauen noch nicht im Meisterschaftsprogramm | Wettbewerb für Frauen noch nicht im Meisterschaftsprogramm |
| 1970 |                 |                      | Christian Rudolph (SC Cottbus)             |          | Wettbewerb für Frauen noch nicht im Meisterschaftsprogramm | Wettbewerb für Frauen noch nicht im Meisterschaftsprogramm |
| 1969 |                 |                      | Christian Rudolph (SC Cottbus)             |          | Wettbewerb für Frauen noch nicht im Meisterschaftsprogramm | Wettbewerb für Frauen noch nicht im Meisterschaftsprogramm |
| 1968 |                 |                      | Lutz Waldner (SC Dynamo Berlin)            |          | Wettbewerb für Frauen noch nicht im Meisterschaftsprogramm | Wettbewerb für Frauen noch nicht im Meisterschaftsprogramm |
| 1967 |                 |                      | Bernd Hopfer (ASK Vorwärts Potsdam)        |          | Wettbewerb für Frauen noch nicht im Meisterschaftsprogramm | Wettbewerb für Frauen noch nicht im Meisterschaftsprogramm |
| 1966 |                 |                      | Joachim Singer (SC Karl-Marx-Stadt)        |          | Wettbewerb für Frauen noch nicht im Meisterschaftsprogramm | Wettbewerb für Frauen noch nicht im Meisterschaftsprogramm |
| 1965 |                 |                      | Werner Schiedewitz (SC Leipzig)            |          | Wettbewerb für Frauen noch nicht im Meisterschaftsprogramm | Wettbewerb für Frauen noch nicht im Meisterschaftsprogramm |
| 1964 |                 |                      | Joachim Singer (SC Karl-Marx-Stadt)        |          | Wettbewerb für Frauen noch nicht im Meisterschaftsprogramm | Wettbewerb für Frauen noch nicht im Meisterschaftsprogramm |
| 1963 |                 |                      | Joachim Singer (SC Karl-Marx-Stadt)        |          | Wettbewerb für Frauen noch nicht im Meisterschaftsprogramm | Wettbewerb für Frauen noch nicht im Meisterschaftsprogramm |
| 1962 |                 |                      | Joachim Singer (SC Wismut Karl-Marx-Stadt) |          | Wettbewerb für Frauen noch nicht im Meisterschaftsprogramm | Wettbewerb für Frauen noch nicht im Meisterschaftsprogramm |
| 1961 |                 |                      | Herbert Widera (SC Lok Leipzig)            |          | Wettbewerb für Frauen noch nicht im Meisterschaftsprogramm | Wettbewerb für Frauen noch nicht im Meisterschaftsprogramm |
| 1960 |                 |                      | Christian Hille (SC Dynamo Berlin)         |          | Wettbewerb für Frauen noch nicht im Meisterschaftsprogramm | Wettbewerb für Frauen noch nicht im Meisterschaftsprogramm |
| 1959 |                 |                      | Manfred Fischer (SC DHfK Leipzig)          |          | Wettbewerb für Frauen noch nicht im Meisterschaftsprogramm | Wettbewerb für Frauen noch nicht im Meisterschaftsprogramm |
| 1958 |                 |                      | Hans Dittner (ASK Vorwärts Berlin)         |          | Wettbewerb für Frauen noch nicht im Meisterschaftsprogramm | Wettbewerb für Frauen noch nicht im Meisterschaftsprogramm |
| 1957 |                 |                      | Herbert Sturm (ASK Vorwärts Berlin)        |          | Wettbewerb für Frauen noch nicht im Meisterschaftsprogramm | Wettbewerb für Frauen noch nicht im Meisterschaftsprogramm |
| 1956 | Erfurt          |                      | Hans Dittner (ZSK Vorwärts Berlin)         |          | Wettbewerb für Frauen noch nicht im Meisterschaftsprogramm | Wettbewerb für Frauen noch nicht im Meisterschaftsprogramm |
| 1955 |                 |                      | Hans Dittner (ZSK Vorwärts Berlin)         |          | Wettbewerb für Frauen noch nicht im Meisterschaftsprogramm | Wettbewerb für Frauen noch nicht im Meisterschaftsprogramm |
| 1954 |                 |                      | Hans Dittner (Einheit NO Berlin)           |          | Wettbewerb für Frauen noch nicht im Meisterschaftsprogramm | Wettbewerb für Frauen noch nicht im Meisterschaftsprogramm |
| 1953 |                 |                      | Hans Dittner (Einheit NO Berlin)           |          | Wettbewerb für Frauen noch nicht im Meisterschaftsprogramm | Wettbewerb für Frauen noch nicht im Meisterschaftsprogramm |
| 1952 |                 |                      | Karl Scholz (Konsum Leipzig)               |          | Wettbewerb für Frauen noch nicht im Meisterschaftsprogramm | Wettbewerb für Frauen noch nicht im Meisterschaftsprogramm |
| 1951 | Erfurt          | 13. bis 15. Juli     | Karl Scholz (Konsum Leipzig)               |          | Wettbewerb für Frauen noch nicht im Meisterschaftsprogramm | Wettbewerb für Frauen noch nicht im Meisterschaftsprogramm |
| 1950 |                 |                      | Karl Scholz (Konsum Leipzig)               |          | Wettbewerb für Frauen noch nicht im Meisterschaftsprogramm | Wettbewerb für Frauen noch nicht im Meisterschaftsprogramm |
| 1949 |                 |                      | Karl Scholz (Konsum Leipzig)               |          | Wettbewerb für Frauen noch nicht im Meisterschaftsprogramm | Wettbewerb für Frauen noch nicht im Meisterschaftsprogramm |

## Deutsche Meister 1922 bis 1947 (DLV)
In diesen Jahren wurde der 400-Meter-Hürdenlauf nur für Männer ausgetragen.
| Jahr          | Ort                                                         | Datum                                                       | Athlet                                                      | Zeit [s]                                                    |
| ------------- | ----------------------------------------------------------- | ----------------------------------------------------------- | ----------------------------------------------------------- | ----------------------------------------------------------- |
| 1947          | Köln                                                        | 10. August                                                  | Karl Kohlhoff (Holstein Kiel)                               | 54,9                                                        |
| 1943 bis 1946 | kriegsbedingt keine Deutschen Leichtathletikmeisterschaften | kriegsbedingt keine Deutschen Leichtathletikmeisterschaften | kriegsbedingt keine Deutschen Leichtathletikmeisterschaften | kriegsbedingt keine Deutschen Leichtathletikmeisterschaften |
| 1942          | Berlin                                                      | 26. Juli                                                    | Helmut Fromme (SG Bad Tölz)                                 | 55,1                                                        |
| 1941          | Berlin                                                      | 20. Juli                                                    | Helmut Fromme (SG Bad Tölz)                                 | 55,6                                                        |
| 1940          | Berlin                                                      | 11. August                                                  | Max Mayr (TSV 1860 München)                                 | 55,2                                                        |
| 1939          | Berlin                                                      | 9. Juli                                                     | Friedrich-Wilhelm Hölling (MSV Wünsdorf)                    | 51,6 (DR)                                                   |
| 1938          | Breslau                                                     | 29. Juli                                                    | Georg Glaw (SS-Sport-Gemeinschaft Berlin)                   | 53,2                                                        |
| 1937          | Berlin                                                      | 25. Juli                                                    | Friedrich-Wilhelm Hölling (MSV Wünsdorf)                    | 53,3                                                        |
| 1936          | Berlin                                                      | 12. Juli                                                    | Hans Scheele (Hamburger SV)                                 | 54,0                                                        |
| 1935          | Berlin                                                      | 4. August                                                   | Hans Scheele (Hansa Hamburg)                                | 54,1                                                        |
| 1934          | Nürnberg                                                    | 28. Juli                                                    | Hans Scheele (PSV Altona)                                   | 54,1                                                        |
| 1933          | Köln                                                        | 13. August                                                  | Fritz Nottbrock (ASV Köln)                                  | 54,6                                                        |
| 1932          | Hannover                                                    | 3. Juli                                                     | Fritz Nottbrock (ASV Köln)                                  | 54,1 (DR)                                                   |
| 1931          | Berlin                                                      | 2. August                                                   | Willi Schumann (DSC Berlin)                                 | 56,1                                                        |
| 1930          | Magdeburg                                                   | 3. August                                                   | Willi Schumann (DSC Berlin)                                 | 55,7                                                        |
| 1929          | Breslau                                                     | 21. Juli                                                    | Ernst Allwardt (ASC Leipzig)                                | 56,0                                                        |
| 1928          | Düsseldorf                                                  | 15. Juli                                                    | Otto Neumann (SC Teutonia 99 Berlin)                        | 55,0                                                        |
| 1927          | Berlin                                                      | 17. Juli                                                    | Otto Peltzer (SC Preußen Stettin)                           | 54,8 (DR)                                                   |
| 1926          | Leipzig                                                     | 8. August                                                   | Otto Peltzer (SC Preußen Stettin)                           | 54,9                                                        |
| 1925          | Berlin                                                      | 9. August                                                   | Heinrich Troßbach (Berliner SC)                             | 55,0                                                        |
| 1924          | Stettin                                                     | 9. August                                                   | Arthur Hebel (Mannheimer TG)                                | 58,5                                                        |
| 1923          | Frankfurt/M.                                                | 18. August                                                  | Heinrich Troßbach (Eintracht Frankfurt)                     | 57,4                                                        |
| 1922          | Duisburg                                                    | 19. August                                                  | Gerhard von Massow (TSV Zehlendorf 88 Berlin)               | 58,5                                                        |